# Roya
Roya é um rio localizado na França.